# 瑞士华庭
《瑞士华庭》（英語：The Palace）是2023年上映的多国合拍黑色喜剧电影，由羅曼·波蘭斯基执导，并与耶日·斯科利莫夫斯基和埃娃·皮亚斯科斯卡共同编剧，奥利弗·马苏奇、芬妮·亞當、约翰·克里斯、布朗温·詹姆斯、若阿金·德阿尔梅达、卢卡·巴巴雷斯基、米兰·佩舍尔、福尔图纳托·切利诺、米基·洛克和亞歷山大·彼得罗夫主演。
电影于2023年9月2日在第80屆威尼斯影展全球首映，9月28日由01 Distribution在意大利院线发行。這部電影獲得差勁的評價，編劇、敘事、角色刻畫、幽默感、題材發揮皆備受詬病。票房嚴重虧損成為票房炸彈。

## 梗概
电影聚焦于1999年的跨年夜，瑞士阿尔卑斯山山脉的豪华酒店格施塔德皇宫酒店正在举行跨年派对，期间出现了意外的转折。

## 演员
- 奥利弗·马苏奇（英语：Oliver Masucci） 饰 汉苏埃利（Hansueli）
- 芬妮·亞當 饰 康斯坦斯·罗斯·玛丽·德拉瓦莱（Constance Rose Marie de La Valle）
- 约翰·克里斯 饰 亚瑟·威廉·达拉斯三世（Arthur William Dallas III）
- 米基·洛克 饰 比尔·卡什（Bill Crush）
- 瑟顿·婼玛（英语：Sydne Rome） 饰 罗宾逊女士（Mrs. Robinson）
- 布朗温·詹姆斯（Bronwyn James）饰 蒙歌莉娅（Magnolia）
- 若阿金·德阿尔梅达 饰 利马医生（Dr. Lima）
- 卢卡·巴巴雷斯基（英语：Luca Barbareschi） 饰 邦戈（Bongo）
- 亞歷山大·彼得罗夫 饰 俄罗斯贵宾
- 米兰·佩舍尔（英语：Milan Peschel） 饰 卡斯帕·特尔（Caspar Tell）
- 福尔图纳托·切利诺（英语：Fortunato Cerlino） 饰 托尼诺（Tonino）
- 维克多·多布龙拉沃夫（英语：Viktor Dobronravov）
- 伊莉娜·卡斯特里尼迪斯（Irina Kastrinidis）饰 杜布拉夫卡（Dubravka）
- 奥尔加·肯特（Olga Kent）
- 奈克·安娜·西利波（Naike Anna Silipo）
- 马修·T·雷诺兹（Matthew T. Reynolds）饰 西蒙·法拉第（Simon Faraday）
- 特科·塞利奥（Teco Celio）
- 玛丽娜·斯特拉霍娃（Marina Strakhova）饰 娜塔莎（Natasha）
- 米歇尔·沙帕（Michelle Shapa）饰 佐里娅（Zoria）
- 达尼洛·科托夫（Danylo Kotov）
- 大卫·加利亚迪（Davide Gagliardi）

## 制作

### 开发
2021年4月，消息指羅曼·波蘭斯基将执导一部题为《瑞士华庭》的黑色喜剧电影，讲述1999年跨年夜瑞士阿尔卑斯山山脉的豪华酒店格施塔德皇宫酒店的一场跨年派对。电影由波兰导演耶日·斯科利莫夫斯基编剧，卢卡·巴巴雷斯基担任制片人，RAI影业、CAB Productions和Lucky Bob负责发行。
2022年4月，米基·洛克、若阿金·德阿尔梅达、约翰·克里斯、奥利弗·马苏奇、芬妮·亞當、福尔图纳托·切利诺和亞歷山大·彼得罗夫加盟剧组，亚历山大·德斯普拉担任配乐作曲，帕维尔·埃德曼负责摄影。在2022年戛纳电影节期间，Wild Bunch买下电影德国及西班牙地区发行权 。
导演波兰斯基一直在法国生活，之前大部分作品都是在当地制作；制片人巴巴雷斯基表示很难在法国找到投资方。埃尔维·德·吕兹和查尔斯·波焦利分别负责剪辑及服装设计。埃娃·皮亚斯科斯卡担任联合编剧，维克多·多布龙拉沃夫、奥尔加·肯特、奈克·安娜·西利波、马修·T·雷诺兹、特科·塞利奥、玛丽娜·斯特拉霍娃和达尼洛·科托夫加随后加盟剧组。

### 拍摄
主体拍摄于2022年2月在瑞士格施塔德宫启动，同年6月杀青。

## 发行
电影入选第80屆威尼斯影展非竞赛单元，2023年9月2日全球首映，之后由意大利广播电视公司在意大利发行，定档9月28日上映。和波兰斯基上一部电影《我控诉》一样，这部电影不会在美国、英国及法国发行，原因是没找到发行方。

## 反响
电影在爛番茄上获得10%的差评（20条评论），平均得分仅为1.5/10。